# James Hutton
James Hutton (14. června 1726, Edinburgh – 26. března 1797) byl skotský geolog s přívlastkem „otec moderní geologie“. Byl také blízkým přítelem ekonoma Adama Smitha a filozofa Davida Humeho.

## Geolog
Hutton začal studovat právo a medicínu, ale brzy našel zálibu v nově tvořící se vědě – geologii. Ve Skotské vysočině si všiml, že přes metamorfované svory proráží žulová žíla, což poukazovalo na to, že žula musela být někdy roztavena a jako tavenina pronikla přes vrstvy svoru. Podobné průniky magmatu přes vrstvy sedimentů našel i okolo Edinburghu.
Taky při zkoumání souvrství červených pískovců a šedých jílovců na pobřeží u Siccar Point (cca 30 km od Edinburghu) přišel na to, že zde muselo proběhnout několik cyklů vyzvednutí a eroze během velmi dlouhého období. To ho vedlo k závěrům, že povrch Země není statický, ale neustále se vyvíjí.

### Plutonismus
Na rozdíl od dlouho rozšířené teorie neptunismu, která tvrdila, že všechny horniny pocházejí z obrovské potopy, Hutton navrhl, že vznik hornin je poháněn „motorem“ – teplem z vnitra Země. Horniny na povrchu erodují vlivem vody a vzduchu, jsou přeneseny a uloženy v moři a poté zpevněny teplem a vyzdviženy zpět. Svoji teorii nazval plutonismus. Tato teorie byla kladně přijata, poté ji rozšířil Charles Lyell.

### Jiné oblasti výzkumu
James Hutton se zabýval i meteorologií, konkrétně změnám v atmosféře. Ve svém díle Teorie Země jí věnuje kapitolu Teorie deště. Byl také obhájcem evoluce živých organismů.

## Dílo
- Zkoumání principů znalosti (Investigation of the Principles of Knowledge, 1794)
- Teorie Země (Theory of Earth, 1795) – kromě jiného zde formuloval základ pravidla prorážení
- Základy agrikultury (Elements of Agriculture, 1797)

## Ocenění
Huttonovo jméno nese od roku 1968 pohoří Hutton Mountains na Antarktickém poloostrově.